# Graphoderus liberus
Graphoderus liberus är en skalbaggsart som först beskrevs av Thomas Say 1825.  Graphoderus liberus ingår i släktet Graphoderus och familjen dykare. Inga underarter finns listade i Catalogue of Life.